# سيلفيا توديشيني
سيلفيا توديشيني (بالإيطالية: Silvia Todeschini)‏ مواليد 2 ديسمبر 1967 في ميلانو، هي لاعبة كرة سلة إيطالية سابقة. مثلت منتخب بلادها. شاركت في دورة الألعاب الأولمبية الصيفية سنة 1992. اعتزلت اللعب في 2011. لعبت مع نادي كومنسي لكرة السلة للسيدات في الدوري الإيطالي لكرة السلة للسيدات.

## روابط خارجية
- سيلفيا توديشيني على موقع الاتحاد الدولي لكرة السلة (الإنجليزية)
- سيلفيا توديشيني على موقع بروبوليرز (الإنجليزية)
- سيلفيا توديشيني على موقع سبورتس رفرنس (الإنجليزية)
- سيلفيا توديشيني على موقع أوليمبيديا (الإنجليزية)